# وینسنت کاوانا
وینسنت کاوانا (به انگلیسی: Vincent Cavanagh) (زادهٔ ۲۹ آگوست ۱۹۷۳) خواننده و آهنگ‌ساز انگلیسی گروه راک انگلیسی آناتما است.
وی پس از رفتن درن وایت از گروه، به عنوان خواننده گروه به فعالیت خود ادامه داد و پیش از آن گیتارنوازی گروه را بر عهده داشت.
وینسنت برادر کوچکتر دنییل کاوانا و برادر دوقولوی جیمی کاوانا بیسیست گروه آناتما می‌باشد.